# Piacenza
Piacenza er en by i Emilia-Romagna i Norditalien. Byen ligger mellem Milano og Parma og er hovedstad i provinsen Piacenza.